# Cantigas
Cantigas is een compositie van de Fin Magnus Lindberg. Cantiagas zou een drieluik vormen met Feria en Parada.
Cantigas werd geschreven op verzoek van het Cleveland Orchestra onder leiding van Christoph von Dohnanyi, die dan ook de eerste uitvoering gaven op 1 april 1999 in Cleveland. De hoboïst opent het werk met een korte solo en wordt vaak apart even genoemd.
Het is een eendelig, dat verdeeld is in acht secties, doch het is doorgecomponeerd en er zijn een soort lasnaden tussen de diverse secties.De componist omschreef het als een contrapunt tussen tempo en articulatie. De acht secties verschillen van tempo; sectie 1 heeft maatslag 63, 2> 84, 3> 105, 4> 126, 5> 168, 6> 126, 7> 84 en sectie 8 weer 63, het uitgangspunt. Je zou verwachten dat je deze tempoverschillen direct zou waarnemen, maar dat is niet het geval. Door bijvoorbeeld de maatsoort steeds te laten wisselen (2+3, 2+2+3, 2+3+2, 2+3+3) is de luisteraar verlost van een vast maatgevoel en zijn de tempowisselingen dus ook niet meer hoorbaar. Gaandeweg merkt de luisteraar dat het tempo flink is opgeschroefd zonder dat hij er erg in heeft; naar het slot toe, als het tempo langzamer wordt zijn de ombuigingen eenvoudiger te constateren.
Tegen deze achtergrond vindt een wisseling plaats tussen passages met veel korte noten tegenover passages met juist lange tonen. Deze twee articulaties worden versterkt door de instrumentatie daarvan; de hooggestemde instrumenten spelen soms ragfijne notenreeksen; de laaggestemde vormen blokken. Dit is nu eenmaal de manier van schrijven van de componist destijds.
Tegenover al die wijzigingen staat dan als een fundament het lage basregister, deze blijft het geheel voorzien van een bodem. Pas op het eind als de meeste drukte achter de rug is (want druk is deze muziek zonder meer) moduleert de componist de muziek naar een terts hoger en klaart de lucht. Dat trucje heeft hij (aldus de componist zelf) afgekeken van Maurice Ravel, die deed hetzelfde in de slotmaten van zijn Bolero.

## Orkestratie
- 1 piccolo, 2 dwarsfluiten, 2 hobo’s, 1 althobo, 1 esklarinet, 2 besklarinetten, 1 basklarinet tevens contrabasklarinet, 2 fagotten, 1 contrafagot;
- 4 hoorns, 1 piccolotrompet, 3 trompetten, 3 trombones, 1 tuba;
- pauken
  - percussie I: vibrafoon, triangel, bellenboom, diverse bekkens, bongo’s, grote trom
  - percussie II: marimba, spring coil, mark tree, diverse bekkens, tamtam (middel en groot), 4 tom-toms;
  - percussie III:crotales, buisklokken, bongos; tenordrum, maraca's. tempelblokken, grote tamtam, 4 Thaise gongs;
- harp, piano tevens celesta
- violen, altviolen, celli, contrabassen.

## Discografie
Uitgave Sony BMG: Philharmonia Orchestra o.l.v. Esa-Pekka Salonen opnamen van 2001.